# Kōuchi Jun'ichi
Kōuchi Jun'ichi (tiếng Nhật: 幸内純一 Kōuchi Jun'ichi?) là một họa sĩ diễn hoạt Nhật Bản. Ông được nhắc đến như là một trong những "người cha" của anime.

## Tác phẩm
- Namakura Gatana (1917)
- Chamebō Kūkijūno maki (1917)[1]
- Hanawa Hekonai Kappa matsuri (1917)[1]
- Eiga Enzetsu Seiji no Rinrika Gotō Shinpei (1926) [3]
- Chonkire Hebi (1930) [4]